# Determinante numeral en español
En español, un determinante numeral es un determinante que expresa una cantidad precisa de lo que se refiere, es decir, un numeral, como por ejemplo Tengo dieciocho años, donde dieciocho se refiere a un número en concreto. Se distinguen los siguientes determinantes numerales.
- Cardinales: Los cardinales expresan con precisión el número de seres a los que se refiere, como por ejemplo uno, dos, tres, etc.
- Ordinal: Los ordinales señalan el orden donde se sitúa el objeto designado, como por ejemplo primero, segundo, tercero, etc.
- Multiplicativos: Los multiplicativos indican la cantidad multiplicada de seres y objetos, como por ejemplo doble, triple, cuádruple, etc.
- Partitivos: Los partitivos señalan las partes en las que se divide un objeto, como por ejemplo mitad, tercio, cuarto, etc.
- Distributivos: Los distributivos son tan solo las siguientes formas: sendos, ambos/as, cada

Los numerales son determinantes cuando acompañan a un sustantivo.
Ejemplos
- Hace cinco días que no nos vemos.
- Ha sido la primera vez que te gano.
- Te has comido medio pastel.